# Znalecký posudek
Znalecký posudek je jeden z možných důkazů zejména v soudním, někdy i ve správním řízení, jehož účelem je získat informace, které jsou pro dané řízení podstatné, a které závisí na odborných znalostech. Vypracovává jej soudní znalec, ve zvláště obtížných případech pak znalecká kancelář nebo znalecký ústav. Zhodnocení znaleckého posudku je úkolem soudce, nebo jiné osoby, která vede řízení. Znalci nepřísluší provádět hodnocení důkazů a řešit právní otázky. Jestliže se znaleckým posudkem přezkoumává jiný znalecký posudek, označuje se jako revizní znalecký posudek.

## Znalecký posudek v jednotlivých typech řízení
V občanském soudním řízení může soud znalce pouze vyslechnout, případně ten může poskytnout jen potvrzení, nebo odborné vyjádření. Pokud je zadáno vypracování písemného znaleckého posudku, může být následně přezkoumán jiným znalcem, nebo vědeckým ústavem. Soudce může komukoli uložit povinnost, aby se ke znalci dostavil, předložil mu potřebné předměty a podal nutná vysvětlení, případně aby se podrobil vyšetření.
Ve správním řízení se znalecké posudky vypracovávají převážně písemně, ale také zde lze znalce jen vyslechnout.
K častějšímu využití znaleckých posudků dochází v řízení trestním, ve kterém se posudek zpracovává také většinou písemně, jinak je znalcem diktován do protokolu. Znalec je oprávněn nejen nahlížet do spisu, ale také být přítomen výslechům, a dokonce klást otázky, nebo navrhovat provedení dalších důkazů.

## Vypracování znaleckého posudku
Vypracování znaleckého posudku zadává většinou soudce, nebo jiná osoba, vedoucí řízení, stejně tak jej ale může předložit sám účastník tohoto řízení. Pokud je účastnický posudek vypracován soudním znalcem, zapsaným v seznamu znalců, má všechny náležitosti, a obsahuje doložku znalce o tom, že si je vědom následků vědomě nepravdivého znaleckého posudku, přihlíží se k němu stejně, jako ke znaleckému posudku vyžádanému soudem. Zadavatel, před zadáním znaleckého posudku, se znalcem předběžně projedná znalecký úkol a stanoví lhůtu pro jeho podání. Znalec provede předběžný odhad nákladů na jeho vypracování.
Znalecký posudek musí splňovat formální a obsahové náležitosti, kterými jsou: úvodní strana, zadání, výčet podkladů, nález, posudek, odůvodnění v rozsahu umožňujícím přezkoumatelnost posudku, znaleckou doložku a otisk znalecké pečeti. V zadání znaleckého posudku se vymezuje úkol, případně se formulují otázky, které má znalec zodpovědět. Znalec v něm pak nejdříve popíše zkoumanou skutečnost (tzv. nález), a poté formuluje svůj závěr, či odpovědi na zadané otázky (samotný posudek). 
Znalecký posudek musí být úplný, pravdivý a přezkoumatelný, musí být zpracován v souladu s obecně uznávanými postupy a standardy v daném oboru. Není-li znalec schopen vyslovit jednoznačný závěr, je povinen sdělit skutečnosti snižující jeho přesnost, a tím také sdělit, že vyslovený závěr je pouze pravděpodobný.
Znalecký posudek se podává v listinné nebo elektronické podobě, je možné jej podat i ústně do protokolu. Je-li podáván v listinné podobě, dodržuje se stanovená forma. Posudek je svázán, jednotlivé strany jsou očíslovány a sešívací šňůra je připevněna k poslední straně a přetištěna znaleckou pečetí, která obsahuje malý státní znak a jméno znalce. Na této poslední straně je také připojena znalecká doložka, která obsahuje označení seznamu, v němž je znalec zapsán, označení oboru, odvětví případně specializace v němž je oprávněn podávat posudky, a číslo položky, pod kterou je znalecký posudek zapsán v evidenci posudků.
Pokud by znalec vědomě podal nepravdivý, hrubě zkreslený, nebo neúplný znalecký posudek, spáchal by trestný čin křivé výpovědi a nepravdivého znaleckého posudku, za který by mu jen v základní sazbě hrozil trest odnětí svobody až na dva roky, nebo zákaz činnosti.

## Evidence znaleckých posudků
Znalecký posudek je veden v Evidenci znaleckých posudků, kterou spravuje ministerstvo spravedlnosti. Evidence je informačním systémem veřejné správy a je do ní umožněn dálkový přístup. Znalec je povinen znalecké posudky zapisovat do evidence dle příslušného zákona.